# لوبنا (ناحیه کرومیریژ)
لوبنا (به چکی: Lubná) یک منطقهٔ مسکونی در جمهوری چک است که در ناحیه کرومیریژ واقع شده‌است. لوبنا ۶٫۸۶ کیلومتر مربع مساحت و ۴۳۴ نفر جمعیت دارد و ۲۴۵ متر بالاتر از سطح دریا واقع شده‌است.